# Juha Raumolin
Juha Raumolin (* 1. September 1973 in Espoo) ist ein ehemaliger finnischer Squashspieler.

## Karriere
Juha Raumolin begann seine Karriere im Jahr 1992 und gewann vier Turniere auf der PSA World Tour. Seine höchste Platzierung in der Weltrangliste erreichte er mit Rang 29 im Oktober 1999. Bereits bei den Junioren gelang ihm mit dem Gewinn der Junioren-Weltmeisterschaft 1993 sein größter Karriereerfolg. In Hongkong besiegte er Jonathon Power mit 5:9, 9:3, 9:7 und 9:2. Er ist damit bis heute der einzige finnische Squashsportler, der jemals einen Weltmeistertitel gewinnen konnte. In den Jahren 1992, 1995 und 1998 wurde er mit der finnischen Nationalmannschaft Vize-Europameister. Mit dieser nahm er zudem 1993, 1995, 1997, 1999, 2001 und 2003 an Weltmeisterschaften teil. In den Jahren 1994 und 1996 gewann Juha Raumolin den finnischen Landesmeistertitel.

## Erfolge
- Vizeeuropameister mit der Mannschaft: 1992, 1995, 1998
- Gewonnene PSA-Titel: 4
- Finnischer Meister: 1994, 1996